# Lagoa Verde (Manaus)
Lagoa Verde é um bairro da Zona Sul de Manaus.

## História
Originou-se da divisão do bairro São Lázaro na década de 80.
Anteriormente este bairro era uma lagoa que tinha cor verde, anos depois o lago foi se transformando em poluição desde dai foi sendo invadida pela população e aos poucos o lago foi se acabando e surgindo casas, empresas, shopping, hospitais, escolas é por este motivo que o bairro se chama Lagoa Verde.
A região do bairro Lagoa Verde fica localizada dentro do Distrito Industrial e ao lado do bairro São Lázaro.
Possui o menor shopping de Manaus e o penúltimo da Região Norte do Brasil, o Shopping Cecomiz.
Além disso, a Lagoa Verde é sede da maior empresa de transportes e rodoviários de Manaus, a União Cascavel (Eucatur), sendo a segunda garagem da empresa (a primeira fica na Avenida Camapuã em Canaranas. Na cidade manauara é feito o Grupo Eucatur Urbano - Manaus e pode ser usada entre três empresas (Integração, Real, Rondônia e Transtol) sua segunda garagem fica sob responsabilidade da empresa Transtol Manaus.
Lagoa Verde também é sede do Hospital Adventista de Manaus localizado na avenida Governador Danilo de Mattos Areosa.
Fucapi - Fundação Centro de Análise, Pesquisa e Inovação Tecnológica, localizado na av. Governador Danilo de Mattos Areosa, dentro do bairro Lagoa Verde.
O bairro possui uma escola municipal que é Escola Municipal Thales Silvestre e Escola Municipal Graziela Ribeiro. O posto de Saúde Almir Pedreira e igreja católica de Cristo Rei, cujos festejos acontecem no período do mês de novembro, pertencente a Paróquia São Lázaro.
Centro de Biotecnologia de Amazônia - CBA localizado na av. Governador Danilo de Mattos Areosa ao lado da rua nova em Lagoa Verde.

## Transportes
Lagoa Verde é servido pelas empresas Global Green, Eucatur e Via Verde pelas linhas 418, 625, 677, 679, 680, 705, 706, 708, 711, 713 e 714.

## Dados do bairro
- População: 6.716 moradores.